# 스페이스 침스: 자톡의 역습 3D
《스페이스 침스: 자톡의 역습 3D》(영어: Space Chimps 2: Zartog Strikes Back)는 2010년 개봉된 미국의 애니메이션 영화이다.

## 출연

### 주연
- 톰 케니
- 잭 샤다
- 로라 베일리

### 조연
- 패트릭 워버튼
- 셰릴 하인즈
- 카를로스 엘라즈라퀴
- 존 디마지오
- 패트릭 브린
- 제인 린치
- 오미드 압타히
- 데이빗 미치